# Клоді Еньєре
Клоді Еньєре (фр. Claudie Haigneré; нар. 13 травня 1957) — французька лікарка, космонавтка і політик.
Еньєре входила до складу екіпажа російської станції «Мир» 1996 року й Міжнародної космічної станції 2001 року. Стала першою француженкою, що побувала в космосі.
З 2002 до 2004 року обіймала посаду міністра науки і нових технологій в уряді Франції, а з 2004 по 2005 рік була міністром у справах ЄС.
На честь неї та її чоловіка названо астероїд 135268 Еньєре.